# Éditions Sillage
 (avril 2025).
Les Éditions Sillage sont une maison d'édition créée à Paris en 2002. Elles publient essentiellement des textes littéraires classiques rares ou épuisés, qu'il s'agisse de littérature étrangère (Joseph Conrad, Herman Melville, Yasunari Kawabata, Anton Tchekhov, Mikhaïl Saltykov-Chtchedrine) ou de littérature française (Victor Segalen, Valery Larbaud, Charles Baudelaire). En 2009, elles commencent à distribuer gratuitement certains des titres de leur catalogue au format numérique sous licence Creative Commons.
Les Éditions Sillage possèdent leur propre librairie située au 17 rue Linné, 75005 Paris.